# 雪雀屬
雪雀屬是雀形目麻雀科下的一個屬。本屬物種分佈於歐亞大陸上，目前下屬3個物種。

## 命名歷史
本屬為德國鳥類學家克里斯蒂安·路德維希·布雷姆於1828年建立。其模式種由單型的關係被指定為白斑翅雪雀。其屬名來自同名拉丁語，意為「山上的雀（或花雀）」。

## 下屬物種
本屬包含以下物種：
- 藏雪雀 Montifringilla henrici (Oustalet, 1892)
- 白斑翅雪雀 Montifringilla nivalis (Linnaeus, 1766)
- 褐翅雪雀 Montifringilla adamsi Adams, 1859

## 外部連結
- 维基共享资源上的相關多媒體資源：雪雀屬
- 維基物種上的相關：雪雀屬